# Juan Manuel Ospina
Juan Manuel Ospina Restrepo (Medellín, 6 de octubre de 1946) es un economista y político colombiano, actual presidente del partido Dignidad y Compromiso. 
Ospina lideró durante varios años  la Fundación Antioqueña para los Estudios Sociales - FAES, fundada por su tío, el intelectual, historiador y economista Luis Ospina Vásquez (quien a su vez era cuñado del expresidente Carlos Lleras Restrepo), institución que hoy se encuentra apadrinada por la Universidad Eafit. Fue también, entre 1990 y 1991, director del Instituto Colombiano de Cultura (Colcultura) y de Fundación La Previsora para la seguridad social. Entre 1985 y 1986, fue consejero de la presidencia de la República, bajo el gobierno de Belisario Betancur Cuartas y subgerente cultural del Banco de la República de Colombia (1983-1985). A comienzos de su carrera, tras servir como profesor de la facultad de Economía de la Universidad de Antioquia (1972-1974), también fue secretario general del Ministerio de Agricultura entre los años 1982 y 1983.
Como dirigente gremial, se ha desempeñado como presidente de la Federación Antioqueña de Ganaderos (1993-1995) y de la Sociedad de Agricultores de Colombia - SAC (1995-1998).  En el período 1998-2002, Ospina fue elegido Senador por el Partido Conservador Colombiano, e hizo parte de la Comisión de Ordenamiento Territorial y de la Comisión V Constitucional. 
Asimismo ha sido secretario de gobierno de Bogotá (2004-2007), bajo el mandato del entonces alcalde Luis Eduardo Garzón, y en agosto de 2010, fue nombrado por el presidente Juan Manuel Santos como director del Instituto Colombiano para el Desarrollo Rural - Incoder, cargo al que renunció en marzo de 2012 debido a los escasos recursos del Instituto. Luego de pasar por el Partido Conservador por el espectro ospinopastranista, fue independiente y actualmente milita en el partido de centro izquierda Dignidad y Compromiso, del que fue fundador.

## Biografía
Juan Manuel Ospina restrepo nació en Medellín, el 6 de octubre de 1946, en el seno de una familia de empresarios y terratenientes. Como dato curioso, su nacimiento se dio dos meses después que el sobrino de su abuelo, Mariano Ospina Pérez, se posesionó como presidente de Colombia.
Ospina Restrepo estudió el bachillerato en el Colegio San Ignacio de Loyola, de los jesuitas de Medellín. Luego estudió economía en la Universidad de Antioquia. Realizó una maestría en historia económica y social en el Instituto de Altos Estudios de Ciencias Sociales de París, y otra en planeación y desarrollo agropecuario del Instituto de Estudios de Desarrollo Económico, también de París.
En 1993 participó de la precandidatura presidencial del conservador Rodrigo Bernal Marín, que no recibió apoyo suficiente y tuvo que ceder por la candidatura del exalcalde de Bogotá, Andrés Pastrana Arango. Pastrana se enfrentó en segunda vuelta con el liberal Ernesto Samper Pizano, perdiendo la elección. Cuando salieron a la luz los hechos del Proceso 8000, Ospina fundó una comisión ciudadana para hacer seguimiento del caso, y llegó a criticar de tal manera al gobierno Samper, que se le acusó de ser uno de los instigadores de un golpe de Estado encabezado por Estados Unidos.

## Familia

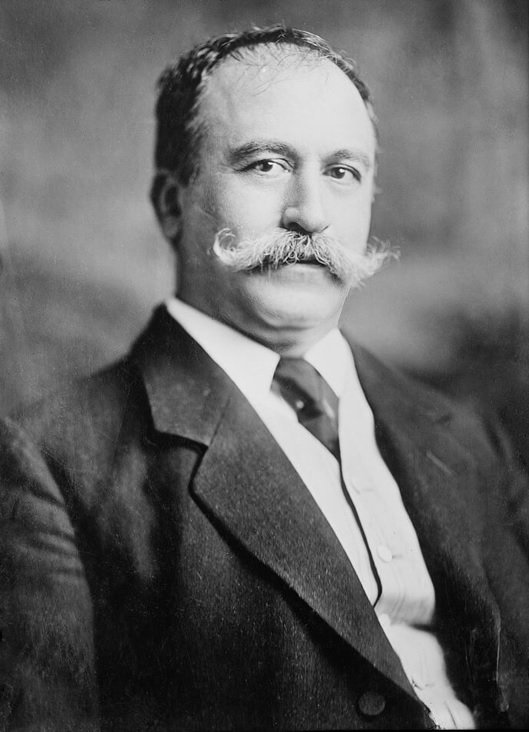
El expresidente Pedro Nel Ospina, su abuelo.

Juan Manuel Ospina es miembro de la familia Ospina, uno de los clanes familiares más importantes e influyentes de la historia de Colombia de ideología conservadora, por su lado paterno, y Restrepo, influyente pensadores liberales, por el lado materno. Es hijo del político conservador Manuel Ospina Vásquez, y de Clara Restrepo Lalinde, siendo sus hermanos Beatriz, María Elena, Clara y Carlos Ospina Restrepo.
Su padre era hijo del expresidente Pedro Nel Ospina Vásquez, hijo a su vez del expresidente Mariano Ospina Rodríguez (cofundador del Partido Conservador Colombiano, al que pertenece la mayoría de sus familiares). Su tío abuelo, Tulio Ospina Vásquez, fue un ilustrado y mano derecha de su abuelo, siendo su hijo el expresidente Mariano Ospina Pérez, quien es su tío segundo.
Por ese parentesco, Ospina es pariente, entre muchos otros, del exalcalde de Medellín Jorge Botero Ospina, del político Luis Navarro Ospina, de la escritora Sofía Ospina de Navarro y su sobrina María Clara Ospina Hernández (hija a su vez de la suffragette y ex primera dama Bertha Hernández de Ospina), y un extenso etc. Su abuelo era yerno del hacendado Eduardo Vásquez Jaramillo (su bisabuelo), primo a su vez de los políticos Julián Vásquez Calle y Gabriel Echeverri Escobar.
Por otro lado, su madre era nieta del empresario Emilio Restrepo Callejas, sobrina nieta de los políticos Camilo Claudio y Ricardo Restrepo Callejas, y era pariente lejana del sabio José Manuel Restrepo Vélez (de quien es trastaranieto el exministro José Manuel Restrepo Abondano), y del político José Félix de Restrepo (casado con la sobrina del banquero Pedro Agustín de Valencia). De esta familia también descienden los expresidentes Carlos Lleras Restrepo (tataranieto de José Félix) y Carlos Eugenio Restrepo (sobrino nieto del mismo personaje).

### Matrimonio y descendencia
Ospina contrajo matrimonio con la periodista y escritora María Elvira Bonilla Otoya, fundadora del medio web independiente Las 2orillas. En primeras nupcias se casó con Gloria Ocampo Arango, con quien tuvo a su único hijo, Manuel Santiago Ospina Ocampo.